# Chad La Tourette
Chad Eric La Tourette (7 de octubre de 1988) es un deportista estadounidense que compitió en natación. Ganó dos medallas de plata en el Campeonato Pan-Pacífico de Natación de 2010, en las pruebas de 800 m libre y 1500 m libre

## Palmarés internacional
| Campeonato Pan-Pacífico | Campeonato Pan-Pacífico | Campeonato Pan-Pacífico | Campeonato Pan-Pacífico |
| Año                     | Lugar                   | Medalla                 | Prueba                  |
| ----------------------- | ----------------------- | ----------------------- | ----------------------- |
| 2010                    | Irvine (Estados Unidos) | Medalla de plata        | 800 m libre             |
| 2010                    | Irvine (Estados Unidos) | Medalla de plata        | 1500 m libre            |